# New Year's Evil
New Year's Evil és una pel·lícula slasher estatunidenca del 1980 escrita i dirigida per Emmett Alston, coescrit per Leonard Neubauer i protagonitzada per Kip Niven, Roz Kelly i Chris Wallace. La trama segueix una presentadora d'espectacles de punk rock i new wave de Los Angeles que rep una sèrie de trucades telefòniques durant una nit de cap d'any per televisió d'un avís assassí d'assassinats imminents. que planeja exigir quan arribi l'any nou a cada zona horària.

## Trama
Una nit de Cap d'Any, la popular DJ de punk rock/new wave Diane Sullivan (coneguda com a "Blaze" entre els seus fans) organitza una celebració del compte enrere a la nit de música i festa, televisada en directe des d'un hotel de Hollywood i emissió simultània a la ràdio local. Tot va bé fins que la Diane rep una trucada telefònica d'un desconegut que sona estrany, que diu que el seu nom és Evil. Anuncia la seva intenció d'assassinar una "noia entremaliada" a la mitjanit a cada zona horària dels EUA; adverteix que la Diane, situada al Fus Horari del Pacífic, serà l'última víctima. Mentrestant, el fill de Diane, Derek, arriba a l'estudi, però la seva mare l'ignora principalment; comença a comportar-se de manera irregular durant tota la nit mentre mira el programa a la televisió.
L'equip de l'estudi pren mesures de seguretat i augmenta la seguretat, però comença a produir-se una sèrie d'assassinats a Los Angeles; una infermera d'un sanatori es troba morta poc després de l'amenaça de mitjanit a la Fus Horari de l'Est, i dues dones es troben mortes a prop d'una botiga de licors després de la mitjanit a la Fus Horari Central. L'assassí utilitza una gravadora de ràdio/casset per gravar els sons de les seves víctimes mentre les assassina i torna a trucar a l'estació cada vegada, reproduint les cintes per telèfon per demostrar que parla seriosament. Mentre l'assassí busca una víctima per matar per l'amenaça de la mitjanit a la Fus Horari Muntanyenc, sense voler enfada una banda de ciclistes, que el persegueixen fins a un autocinema. Ell assassina un dels motoristes, roba el cotxe d'una parella per no ser reconegut i marxa amb la noia encara al seient del darrere, amb la intenció de convertir-la en la seva propera víctima, però ella aconsegueix escapar.
Finalment, l'assassí aconsegueix colar-se a l'hotel, que ara ha estat completament tancat per la policia, i es revela que és el marit de Diane, Richard, que abans es pensava que estava massa ocupat per assistir-hi. Després de noquejar la Diane, ell la castiga pel tracte que va fer al seu fill, percebent el tracte que ella i altres dones envers ell com un menyspreu al seu caràcter. Ell revela la seva intenció de matar-la encadenant-la a un ascensor i obligant-lo a pujar "tot el camí, després tot el camí cap avall", després d'haver piratejat els controls de l'ascensor. Mentre ho fa, la policia, que ha estat alertada de la seva presència, el localitza. Es produeix un breu tiroteig i els controls de l'ascensor es fan malbé, aturant l'ascensor i salvant la Diane. Richard fuig al terrat, posant-se la màscara que havia utilitzat per amagar-se mentre entrava a l'edifici. Acorralat per la policia, procedeix a saltar a la seva mort; Derek, devastat, plora sobre el seu cos.
La Diane ferida és carregada en una ambulància, però es revela que Derek és el conductor, després d'haver agafat la màscara del seu pare mort i assassinat el conductor real. L'ambulància marxa, deixant desconegut el destí de Diane, quan se sent un locutor de ràdio a Honolulú anunciant el cop de mitjanit a la Fus Horària de Hawaii-Aleutianes.

## Repartiment
- Roz Kelly - Diane "Blaze" Sullivan
- Kip Niven - Richard Sullivan
- Chris Wallace - Tinent Ed Clayton
- Grant Cramer - Derek Sullivan
- Louisa Moritz - Sally
- Jed Mills - Ernie Moffet
- Taaffe O'Connell - Jane
- Jon Greene - Sergent Greene
- Teri Copley - Adolescent
- Anita Crane - Lisa
- Jennie Anderson -Infermera Robbie
- Alicia Dhanifu - Yvonne
- Wendy-Sue Rosloff - Make-up Girl
- John London - Floor Manager
- John Alderman - Doctor Reed
- Michael Frost - Larry

## Rodatge
El rodatge va començar a Los Angeles, el 15 d'octubre de 1980.

## Estrena
New Year's Evil es va estrenar als Estats Units el 19 de desembre de 1980 per Cannon Film Distributors. La impressió de 35 mm "New Year's Evil" es va reproduir al New Beverly Cinema de Quentin Tarantino a Los Angeles, Califòrnia el 29 de desembre de 2018. New Year's Evil es va publicar en DVD a través de premsa sota demanda de Metro-Goldwyn-Mayer's Limited Col·lecció d'edició el 28 de juny de 2012. Scream Factory, una subsidiària de Shout! Factory, va estrenar la pel·lícula en Blu-ray el 24 de febrer de 2015.

## Recepció
Al lloc web de l'agregador de ressenyes Rotten Tomatoes, New Year's Evil té un percentatge d'aprovació del 14%, basat en set ressenyes. A Metacritic a pel·lícula té una puntuació mitjana ponderada de 33 sobre 100, basada en 4 crítiques, que indica "crítiques generalment desfavorables". Roger Ebert del Chicago Sun-Times va donar un 1½ a la pel·lícula i va escriure: "New Year's Evil és una espècie en perill d'extinció... un thriller senzill, passat de moda i sagnant. No és gaire bo. De vegades és desagradablement sagnant. La trama és muda i el gir al final s'ha manllevat de centenars si no milers de altres pel·lícules. Però tal com passen els thrillers en aquests dies, New Year's Evil és un retorn a una tradició més antiga i senzilla, una que va florir en el passat poc recordat abans de 1978". Gene Siskel va donar a la pel·lícula zero estrelles de quatre, anomenant-la "una pel·lícula horriblement lletja". Variety va escriure: "El veritable horror de New Year's Evil són els infinits números musicals del punk rock i trets dels seus d aficionats al ball. Entre això, els sagnants assassinats semblen un alleujament benvingut". Entre les ressenyes retrospectives, Eric Vespe d'Ain't It Cool News va dir: "New Year's Evil cau en la zona grisa de 'no m'encantava, no ho odiava' una mediocritat que no inspira precisament cap mena de passió d'una manera o d'una altra. D'una banda, és massa tonto i aficionat com per deixar-se enganyar i, per l'altra, no és prou divertit per unir al seu voltant". Matt Serafini de Dread Central va concloure: "Això no val la pena el teu temps si estàs buscant una pel·lícula de terror que ofereixi ensurts o suspens, però com a solució de terror nocturna, és ideal. El que li falta a New Year's Evil d'ensurts ho compensa en pur entreteniment. I realment, això és tot el que pots demanar". La pel·lícula va rebre l'etiqueta "una altra pel·lícula rutinària slasher" i un "esforç estrictament pintat per números" per TV Guide.